# Saverglass
Saverglass est une entreprise française créée en 1957. Elle succède à la Verrerie de Feuquières, créée en 1897.
C'est un des trois premiers acteurs français du secteur.

## Production

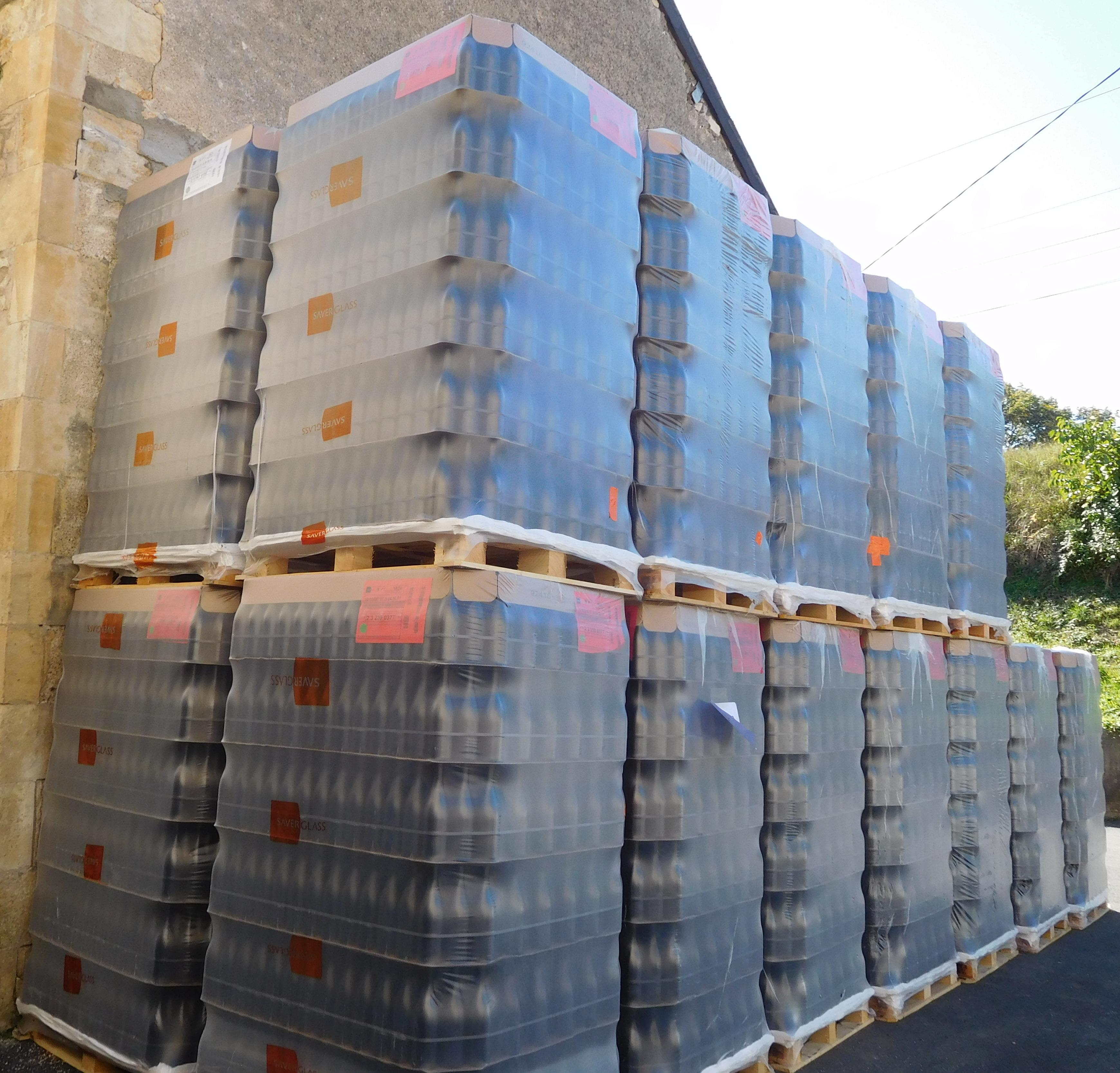
Bouteilles Saverglass.

En 2020, le groupe produit 485 000 tonnes de bouteilles en verre par an pour vins tranquilles, vins effervescents et spiritueux, et emploie 3 400 salariés.

## Histoire
En octobre 2018, l'activité flaconnage est cédée à la firme allemande Heinz-Glas.[réf. souhaitée]
Fin 2019, Saverglass rachète au groupe espagnol VIdrala la Verrerie belge MD Verre,.
En mars 2023, le fonds d'investissement américain Carlyle annonce être en négociations exclusives avec Orora pour la cession de Saverglass.